# Diocesi di Ofena
La diocesi di Ofena (in latino Dioecesis Aufenensis) è una sede soppressa e sede titolare della Chiesa cattolica.

## Storia
Aufinum è un antico centro del popolo dei Vestini, che fu sede di una diocesi cristiana nel periodo tardoantico, scomparsa probabilmente con l'invasione dei Longobardi nella seconda metà del VI secolo.
L'unica menzione storicamente certa dell'esistenza di questa diocesi è una lettera di papa Simplicio del 19 novembre 475, che risponde ad un precedente scritto dei vescovi Florenzio, Severo ed Equizio, che accusavano Gaudentius Aufiniensis di aver proceduto ad illecite ordinazioni presbiterali e di aver intascato per tre anni la totalità delle entrate della sua Chiesa.
Il papa risponde ai tre vescovi, decidendo in primo luogo di privare Gaudenzio del diritto di procedere ad altre ordinazioni; il vescovo Severo viene incaricato di regolare il caso dei chierici ordinati in modo illegittimo, e se necessario di destituirli dal sacerdozio; Gaudenzio è inoltre costretto a restituire i beni che ha sottratto alla diocesi, che verranno gestiti dal prete Bonager, a favore dei poveri, della Chiesa e del clero di Aufinum.
Secondo Kehr la diocesi potrebbe essere menzionata anche in una lettera che papa Gelasio I scrisse nel 494/495 ai vescovi Respetto e Geronzio, perché si occupassero della petizione inviata a Roma dal clero della Aufidianae civitas contro il proprio vescovo; il dubbio nasce dal fatto che la Aufidianae civitas farebbe riferimento alla città sannitica di Aufidena, mentre se la lezione corretta fosse Aufinianae civitas, il riferimento sarebbe alla città dei Vestini.
Dal 1970 Ofena è annoverata tra le sedi vescovili titolari della Chiesa cattolica; dal 5 dicembre 1998 il vescovo titolare è José Luis Redrado Marchite, O.H., segretario emerito del Pontificio consiglio della pastorale per gli operatori sanitari.

## Cronotassi

### Vescovi
- Gaudenzio † (menzionato nel 475)
- Anonimo ? † (menzionato nel 494/495)

### Vescovi titolari
- José María Larrauri Lafuente † (21 settembre 1970 - 16 febbraio 1979 nominato vescovo di Vitoria)
- Carlos Talavera Ramírez † (15 gennaio 1980 - 14 marzo 1984 nominato vescovo di Coatzacoalcos)
- Luis Héctor Villalba (20 ottobre 1984 - 16 luglio 1991 nominato vescovo di San Martín)
- Eustaquio Pastor Cuquejo Verga, C.SS.R. † (5 maggio 1992 - 7 marzo 1998 dimesso)
- José Luis Redrado Marchite, O.H., dal 5 dicembre 1998